# Lev Jasjin. Vratar moej metjty
Lev Jasjin. Vratar moej metjty (russisk: Лев Яшин. Вратарь моей мечты) er en russisk spillefilm fra 2019 af Vasilij Tjiginskij.

## Medvirkende
- Aleksandr Fokin som Lev Jasjin
- Julija Khlynina som Valentina Yasjina
- Aleksei Guskov som Mikhail Jakusjin
- Aleksei Kravtjenko som Aleksej Khomitj
- Jeevgenij Djatlov som Arkadij Tjernysjov